# Еја мочварица
Еја мочварица (лат. Circus aeruginosus) је врста птице грабљивице из породице јастребова (Accipitridae). Насељава западна подручја Евроазије у којима влада умерена и суптропска клима и оближње делове Африке.
Постоје две подврсте еје мочварице, подврста , која је селица и насељава већи део ареала врсте и подврста , која је станарица и насељава северозападну Африку.
Неке врсте из рода Circus које су данас признате као посебне врсте у прошлости су укључиване у врсту еја мочварица. То су источна еја мочварица (C. spilonotus), папуанска еја (C. spilothorax), аустралазијска еја (C. approximans) и реунионска еја (C. maillardi).

## Опис
Код врсте је присутан полни диморфизам. Еја мочварица достиже дужину од 43-54 cm, распон крила од 115-130 cm, мужјаци достижу тежину од 400-650 g, а женке тежину од 500-800 g.
Перје мужјака на крилима је смеђе, пепељасте и црне боје, на грудима и врату има усправне, а на глави водоравне пруге жуте и смеђе боје. Ноге и ноздрве су жуте, а кљун црне боје. Перје женке је на већем делу тела смеђе боје, док је на врху главе (на темену) и грлу жуте боје. Перје младунаца је сличније перју женки, али је мање жуто.

## Распрострањеност
Већина популација еје мочварице су селице, а мањи број су станарице. Гнезде се на великом подручју од Европе до северозападне Африке и средње Азије. У Европи је еја мочварица присутна у скоро свим земљама, нема је у субартичким деловима Скандинавије и европске Русије, а у Великој Британији је ретка. Углавном се гнезди у мочварним подручјима са богатом воденом вегетацијом и травнатим подручјима, која су у близини мочвара, док у планинским подручјима није присутна. На Блиском истоку присутна је у Турској, Ираку и Ирану, док је у Централној Азији присутна у северозападној Кини, Монголији и на обалама Бајкалског језера у Русији.
Популације које су селице зиму проводе у јужној и западној Европи, Сахелу, басену реке Нил, на обалама Великих језера у Африци, у Арабији, на Индијском потконтиненту и у Бурми. Подврста C. a. harterti која је станарица насељава Мароко, Алжир и Тунис.

## Исхрана
У потрази за пленом лети брзо и ниско укочених крила. Храни се малим сисарима, малим птицама, јајима птица, инсектима, гмизавцима, рибама и жабама.

## Размножавање
Сезона гнежђења почиње у периоду од средине марта до почетка маја. Мужјаци се често паре са две, а пенекад и са три женке. Парови обично остају заједно само у току једне сезоне парења, ређе остају заједно неколико година.
Гнездо граде на тлу, од трске, гранчица и траве. Гнезда обично граде међу трском и жбуњем. Женка полаже 4-5 јаја, на којим лежи сама, након излегања о птићима заједно брину и мужјак и женка. Јаја су бела и овалног облика. Инкубација траје 31–38 дана, а након излегања младе птице напуштају гнездо после 35-40 дана.

## Име
Латинско име рода Circus је изведено од старогрчке речи kirkos. Под тим именом је највероватније била позната пољска еја, која је то име добила по свом кружном лету (kirkos → „круг”). Латинско име врсте aeruginosus значи „рђава”.